# Gemuendina stuertzi
Gemuendina stuertzi è un pesce estinto appartenente ai placodermi. Visse nel Devoniano inferiore (circa 390 milioni di anni fa) in Germania. I suoi resti sono stati ritrovati nel giacimento di Hunsruck.

## Descrizione
L'aspetto di questo primitivo pesce assomigliava a quello di una razza ricoperta di scaglie, con un paio di occhi rivolti verso l'alto, un muso raccorciato e una bocca posta sulla superficie dorsale. A causa del corpo appiattito e delle pinne pari larghe e poste ai lati del corpo, la gemuendina offre un buon esempio di convergenza evolutiva proprio con il gruppo delle razze, i batoidi. La differenza morfologica principale stava appunto negli occhi e nella bocca, rivolti verso l'alto.
Al contrario della maggior parte dei placodermi (come gli artrodiri e gli antiarchi), la gemuendina e i suoi parenti (i renanidi) possedevano un'armatura costituita da un mosaico di placche ossee non fuse tra loro. Altra caratteristica che distingue la gemuendina dagli altri placodermi era l'assenza delle cosiddette piastre gnatali, tipiche del gruppo. Al posto di queste, l'animale possedeva scaglie tubercolate a forma di stella, che gli permettevano di assalire e poi inghiottire altri animali che nuotavano troppo vicini alla sua bocca.

## Fossilizzazione eccezionale
A causa dell'estrema fragilità dell'intera struttura difensiva, pochi esempi di renanidi sono giunti a noi fossilizzati; il giacimento a conservazione eccezionale di Hunsruck, però, si è formato in ambienti anossici (liberi quindi da organismi saprofiti) e ha permesso la fossilizzazione di esemplari completi di gemuendina.